# Und alles wegen Mama
Und alles wegen Mama ist eine deutsche Filmkomödie von Hermine Huntgeburth aus dem Jahr 1998.

## Handlung
Der erwerbslose Franz Zucker hat ein geringes Einkommen und kann sich gerade einmal das Allernötigste leisten. Gemeinsam mit seinem Sohn Benny schmiedet er einen hinterhältigen Plan, bei dem er den Geldverleiher Johannsen um 25 000 Mark betrügt. Doch ist das eine Problem vom Tisch, kommt bereits ein Neues wieder auf, denn nicht nur der Kommissar und Nachbar Konrad Kaminski werden misstrauisch, sondern auch seine Frau Hilda würde nur zu gerne wissen, wie ihr Mann plötzlich an so viel Geld gekommen ist. Zum Schein gründen Franz und Benny Zucker eine Speditionsfirma.

## Hintergrund
Und alles wegen Mama wurde unter dem Arbeitstitel Zucker und Sohn gedreht. Produziert wurde die Filmkomödie von der „Josefine Filmproduktion“ im Auftrag des Norddeutschen Rundfunk.

## Kritik
Die Kritiker der Fernsehzeitschrift TV Spielfilm zeigten mit dem Daumen nach oben und vergaben für den Humor zwei, für Anspruch, Action, Spannung und Erotik je einen von drei möglichen Punkten. Sie gaben zur Begründung: „Mamma mia: Bis in die Nebenrollen toll besetzt, erreicht der Film fast die Leichtigkeit britischer Sozialkomödien.“ und resümierten: „Mama wäre mächtig stolz auf diesen Film“.